# 天主教艾基萊自治監督區
天主教艾基萊自治監督區（拉丁語：Praelatura Territorialis Aiquilensis）是玻利維亞一個羅馬天主教自治監督區，屬科恰班巴總教區。
監督區成立於1961年12月11日，位於科恰班巴省東南部。2004年有教友190,000人（佔轄區總人口86.4%）、十四個堂區、卅二名司鐸。現任監督為若熱·埃爾瓦斯·巴爾德拉馬。